# Fusion for Energy
Fusion for Energy (F4E) es la organización de la Unión Europea (UE) constituida para gestionar la aportación de Europa a ITER, el mayor proyecto internacional para el desarrollo de la fusión como fuente ilimitada y viable de energía. La organización se creó en abril de 2007, para un período de treinta y cinco años por decisión del Consejo de la Unión Europea mediante el Tratado constitutivo de la Comunidad Europea de la Energía Atómica (Euratom).
F4E tiene un total de 400 trabajadores en plantilla y su sede se encuentra en Barcelona (España), aunque también cuenta con oficinas en Cadarache (Francia) y Garching (Alemania). Una de sus principales funciones es colaborar con la industria y las organizaciones de investigación europeas para desarrollar los componentes tecnológicos para el proyecto ITER. 
La Unión Europea es la sede del proyecto ITER y su principal contribuyente con alrededor del 45% del total, mientras que los otros miembros aportan aproximadamente un 9% cada uno. ITER funciona a través de contribuciones en especie, es decir, que cada miembro establece contratos con sus industrias y centros de investigación para construir los diferentes componentes, en vez de financiarlo directamente. Desde 2008, F4E ha colaborado con más de 250 empresas y más de 50 organizaciones de I+D. 

## Misión y gobierno
La principal misión de F4E es gestionar la contribución europea al proyecto ITER y, por lo tanto, también provee fondos económicos, que provienen principalmente del presupuesto comunitario. Entre otras tareas, la organización supervisa las obras de construcción de ITER en Saint-Paul-lès-Durance (Francia).
F4E está formada por Euratom, los Estados miembros de la UE y Suiza, que participa como tercer país.  Para asegurar la supervisión global de las actividades de F4E, los miembros de la organización se reúnen en un Consejo de Administración, que entre otras funciones, designa el director de la organización. 
El director de F4E se encarga de la gestión cotidiana de la organización. Entre sus responsabilidades figuran la firma de contratos, el nombramiento y control del personal, la elaboración de programas de trabajo, la asignación de recursos y presupuesto y la aprobación de informes anuales de actividad.

## Energía de fusión[3]
La fusión es el proceso que proporciona energía al sol y las estrellas fusionando átomos ligeros, como el hidrógeno, a temperaturas extremadamente altas. Esta reacción es contraria a la fisión, utilizada en la energía nuclear que conocemos hoy en día, que divide átomos pesados para generar energía.
Los dos gases que actúan como combustible -el tritio y el deuterio- deben calentarse a 150 millones de ˚C, lo cual da lugar a un gas cargado de electricidad y de alta temperatura llamado plasma. Para obtener energía de fusión continuada, hay que controlar, calentar y contener el plasma mediante poderosos campos magnéticos. ITER contará con el mayor tokamak del mundo, un dispositivo con forma de ‘donut’ que tiene como objetivo confinar el plasma de alta energía.
Los principales beneficios de la energía de fusión consisten en que es un proceso inherentemente seguro y que no produce gases de efecto invernadero ni residuos radiactivos de larga duración. 

## El proyecto ITER
ITER, que significa “el camino” en latín, es un experimento internacional que pretende demostrar la viabilidad científica y técnica de la fusión como fuente energética. La máquina está ubicada en Saint-Paul-lez-Durance en el sur de Francia y en el proyecto colaboran hasta siete miembros: China, la Unión Europea, India, Japón, Rusia, Corea del Sur y los Estados Unidos. En conjunto, estos representan más de la mitad de la población mundial y el 80% del PIB global. 
ITER será capaz de generar unos 500 millones de vatios (MW) de manera continua durante diez minutos y su potencia será treinta veces mayor que la de JET (Joint European Torus), el mayor experimento comparable existente en el mundo hoy en día. La fase de operaciones durará aproximadamente 20 años.

## El acuerdo “Broader Approach”
El acuerdo internacional “Broader Approach” (BA) entre F4E y Japón pretende acelerar el desarrollo de la energía de fusión mediante la cooperación en varios proyectos de interés mutuo.  Estos proyectos, que incluyen los preparativos de unas instalaciones de prueba de nuevos materiales, están diseñados para funcionar en paralelo y de forma complementaria a ITER. La UE aportará piezas, equipamientos, materiales y otros recursos para “Broader Approach”’, y coordinará la participación europea en la iniciativa.

## El proyecto DEMO
F4E también contribuye a DEMO (Demostration Power Plant), una central eléctrica de prueba donde se utilizaran muchos de los elementos testados en ITER. Este proyecto, paralelo a ITER, favorecerá la búsqueda de soluciones tecnológicas necesarias para construir las primeras plantas de fusión comerciales. 
Estas se establecerán basadas en DEMO, serán más grandes que ITER y producirán una mayor cantidad de energía durante periodos más largos: una producción continúa de más de 500 megavatios de electricidad.